# Tali (Saarde)
Pour les articles homonymes, voir Tali.
Tali est un village de la Commune de Saarde du comté de Pärnu en Estonie.
Au 31 décembre 2011, il compte 256 habitants.